# Liturgikus könyvek
A római katolikus egyház azon könyveit nevezzük liturgikus könyveknek, melyek a Vatikán által jóváhagyott, az egyes istentiszteletek szövegeit, dallamait és rituális utasításait tartalmazzák.

## A legfontosabb liturgikus könyvek
- breviárium
- misekönyv
- lectionarium
- pontificale
- rituale
- antifonále
- graduále
- kyriále

A Liber usualis nem tartozik a liturgikus könyvek közé.